# Serden Özcan
Serden Özcan (auch Serden Ozcan) (geb. 1977) ist ein Professor und Inhaber des Lehrstuhls für BWL, insbesondere Innovation and Corporate Transformation (Otto-Beisheim-Stiftungslehrstuhl) an der WHU – Otto Beisheim School of Management in Vallendar bei Koblenz.

## Biographie
Özcan studierte zunächst an der Universität von Süddänemark als Bachelor-Student (1998), dann ging er für seinen Master und seine Promotion (2001) an die Copenhagen Business School. Im Jahr 2014 zog er nach Deutschland. 2019/2020 war er Associate Dean for Corporate Communications und Mitglied des WHU Executive Committees an der WHU – Otto Beisheim School of Management in Düsseldorf. Seit Juli 2014 hielt er die Position als Professor und Inhaber des Lehrstuhls für Innovation and Corporate Transformation inne. Im akademischen Jahr 2017/2018 ist der Lehrstuhl für Innovation und Unternehmenstransformation von Vallendar nach Düsseldorf umgezogen. Seit Oktober 2017 ist er als akademischer Direktor des WHU Executive Education-Programms im Vorstand. Darüber hinaus ist Özcan seit Februar 2020 als Academic Co-Director für das High Performance Board Member Program, welches mit der WHU und IESE durchgeführt wird, tätig. Zuvor war Özcan bis 2014 als Assistant Professor (2007) und dann als Associate Professor (2009) am Department of Innovation and Organizational Economics der Copenhagen Business School, Dänemark, tätig. Er war auch einer der beiden Academic Directors der Entrepreneurship Platform. Während dieser Zeit war er als Gastforscher an der National University of Singapore NUS Business School in Singapur, der Stanford University und der Sabancı-Universität Graduate School of Management tätig.

## Forschungsschwerpunkte
Der Forschungsschwerpunkt von Özcan und seinen Mitarbeitern liegt auf Innovation und Unternehmenstransformation, einschließlich der Entstehung und Verbreitung neuer Geschäftsmodelle und Organisationsformen. Weitere Themen sind Wachstumsökosysteme, Venture-Capital und Private Equity, Unternehmensentwicklung, Wettbewerbsstrategie und strategische Erneuerung.  Özcan ist Autor zahlreicher Publikationen internationaler Fachzeitschriften, darunter Organization Science, Management Science, Journal of Management Studies, Academy of Management Journal, Strategic Organization und Industry and Innovation. Özcans Forschung wird in internationalen wissenschaftlichen Publikationen zitiert, zum Beispiel zum Thema Digitalisierung, Aufsichtsräte und StartUps.

## WHU Campus for Corporate Transformation
Serden Özcan ist der Gründer der jährlichen Konferenz WHU Campus for Corporate Transformation.

## Publikationen (Auswahl)
- M Feldman, S Özcan, T Reichstein 2020. Variation in Organizational Practices: Are Startups Really Different?, Journal of Evolutionary Economics, in Kürze erscheinend.
- A Karaevli, S Özcan, A Wintermeyer 2020. The Four IT Competencies Every IT Workforce Needs, MIT Sloan Management Review.[24][25]
- C Boone, S Özcan 2019. Oppositional logics and the antecedents of hybridization: A country-level study of the diffusion of Islamic banking windows, 1975–2017, Organization Science, Online 1. April, 2020.[26]
- Feldman, M., S Özcan, T Reichstein 2019. Falling not far from the tree: Entrepreneurs' prior employment and the transfer of organizational practices, Organization Science 30(2): 1047–7039.[27]
- S Özcan, D Sassmannshausen 2018. The China Gambit: When Chinese VCs knock on a German start-up's door. The Case Center Reference No: 818-0019-1.[28]
- C Boone, S Özcan 2016. The ideological purity vs. hybridization trade-off: When do Islamic banks hire managers from conventional banking, Organization Science, 27(6): 1380–1396.[29]
- C Boone, S Özcan 2016.  Strategic choices at entry and relative survival advantage of cooperatives vs. corporations in the US bio-ethanol industry, 1978–2015, Journal of Management Studies, 53(7): 1109–1255.[30]
- C Boone, S Özcan 2014. Why do cooperatives emerge in a world dominated by corporations? The diffusion of cooperatives in the US bio-ethanol industry, 1978–2013, Academy of Management Journal, 57(4): 990–1012.[31]
- Ö Koçak, S Özcan, 2013. How does rivals' presence affect firms' decision to enter new markets? Economic and sociological explanations, Management Science, 59(11): 2586–2603.[32]
- S Özcan, T Reichstein, 2009. Transition to entrepreneurship from the public sector: Predispositional and contextual effects, Management Science, 55(4): 604–618.[33]
- S Özcan, ML Overby, 2008. A cognitive model of stock market reactions to multi-firm alliance announcements, Strategic Organization, 6(4): 435–469.
- V Mahnke, S Özcan, ML Overby. 2006. Outsourcing innovative capabilities for IT‐enabled services, Industry and Innovation, 13(2): 189–207.

## Auszeichnungen
Er hat mehrere Auszeichnungen für seine wissenschaftliche Arbeit erhalten, darunter den Best Paper Runner Up Prize, Coller Institute of Venture, Israel (2017), Best Paper Finalist, Strategic Management Society (SMS), Vereinigte Staaten von Amerika (2009), Best Paper Finalist, Israel Strategic Management Conference, Be'er Sheva, Israel (27.–29. Dezember 2009), Litschert - Best Doctoral Student Paper at Business Policy Division, Academy of Management, Vereinigte Staaten von Amerika (2009).
Für seine Lehrtätigkeit erhielt Özcan den Preis für den besten Dozenten der Vollzeit-MBA II Klasse der WHU (2018) und den Preis der Dänischen Gesellschaft zur Förderung der Wirtschaftsausbildung (FUHU) für hervorragende Lehrtätigkeit in Dänemark (2012),